# Louise Popelin
Louise Popelin , född 1850, död 1937, var en belgisk apotekare. 
Hon blev apotekare 1887. Hon blev 1880, jämsides med Emma Leclercq och Marie Destrée, en av de första tre kvinnor som accepterades vid ett universitet (och Bryssel universitet) i Belgien. 